# Frei (Norwegen)

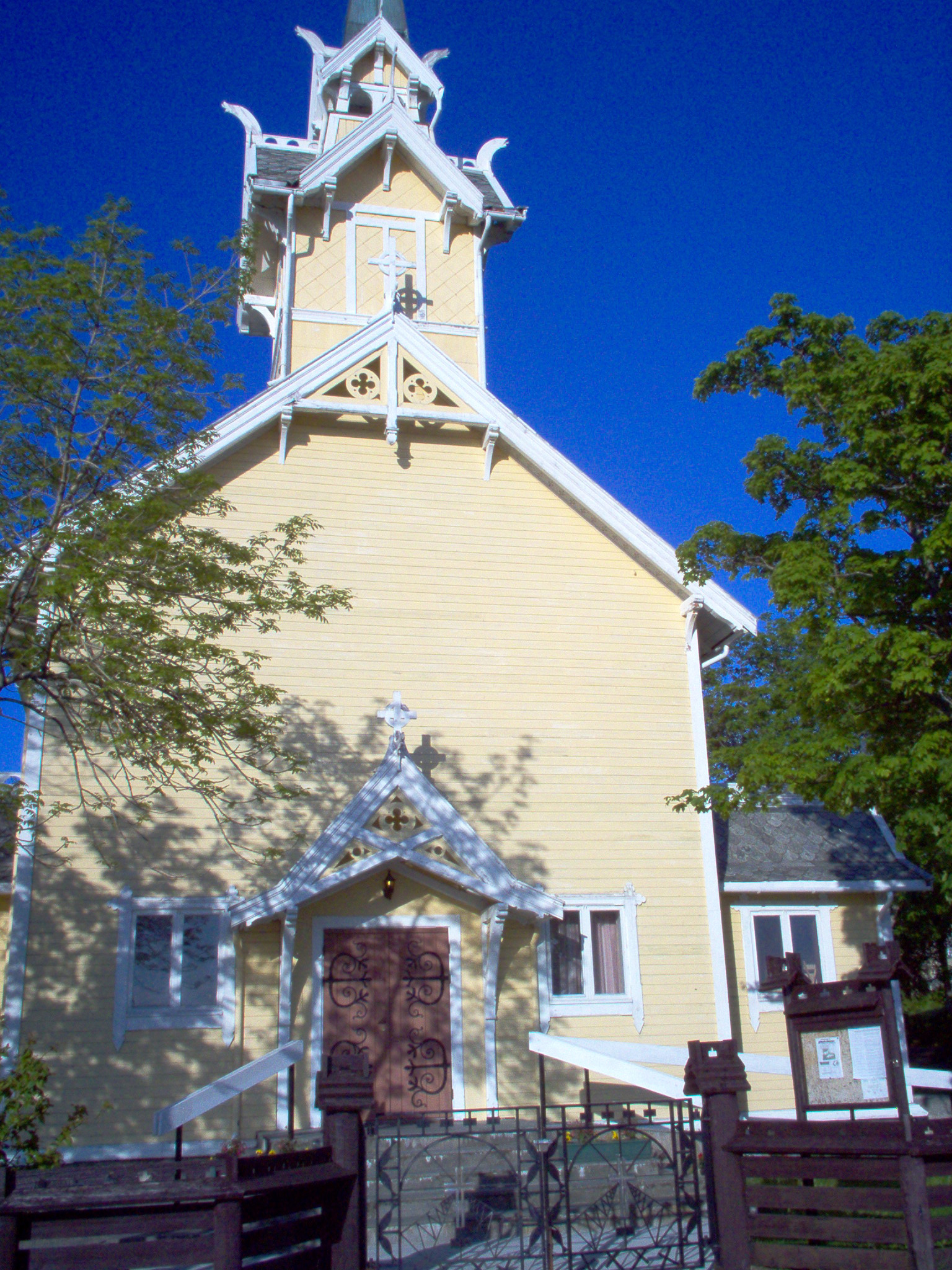
Die Kirche von Frei

Frei war eine Kommune in der norwegischen Provinz (Fylke) Møre og Romsdal. Am 1. Januar 2008 wurde Frei nach Kristiansund eingegliedert.
Um 955 fand in Frei die Schlacht von Rastarkalv zwischen Haakon I. und den Söhnen von Erik I. statt.

## Geographie und Verkehr
Die Kommune Frei bestand aus der gleichnamigen Insel sowie mehreren kleinen umliegenden Inseln. Benachbarte Kommunen waren Kristiansund, Tingvoll, Gjemnes und Averøy.
Die größte Ortschaft in der ehemaligen Kommune Frei ist Rensvik.
Die wichtigste Verkehrsverbindung über die Omsundbrua ist die Reichsstraße 70, die Kristiansund mit der Europastraße 39 verbindet.

## Sehenswürdigkeiten
- Die Langkirche in Frei wurde 1897 erbaut.
- Kvalvik Fort ist eine Festung aus dem Zweiten Weltkrieg, mit deren Bau 1943 begonnen wurde.
- Rastarkalv ist ein Gebiet nahe der Kirche von Frei, in dem drei Bautasteine stehen.

## Persönlichkeiten
- Solveig Fiske (* 1952), Bischöfin
- Håvard Wiik (* 1975), Jazzpianist
- Trygve Waldemar Fiske (* 1987), Jazzmusiker